# Laissac
Pour les articles homonymes, voir Laissac (homonymie).
Laissac est une ancienne commune française située dans le département de l'Aveyron, en région Occitanie, devenue, le 1er janvier 2016, une commune déléguée de la commune nouvelle de Laissac-Sévérac-l'Église. Elle a obtenu le label Village étape en 2016.

### Localisation

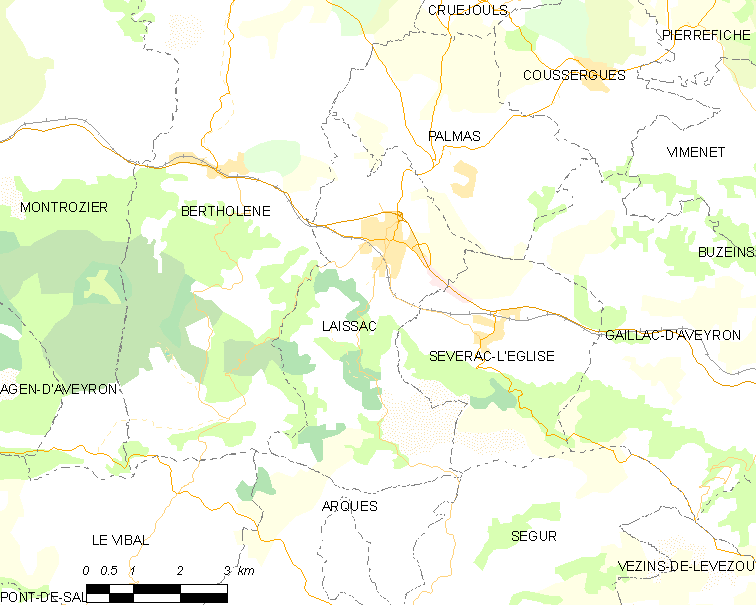

## Géographie

### Site
Le territoire de la commune matérialise une fraction sud du Massif central. 
En 2016, Laissac devient Village étape. Laissac est la première commune aveyronnaise à obtenir le label. 

## Politique et administration

### Liste des maires
| Période      | Période      | Identité       | Étiquette | Qualité               |
| ------------ | ------------ | -------------- | --------- | --------------------- |
| janvier 2016 | février 2018 | Claudes Salles | DVD       | Retraité              |
| avril 2018   | mai 2020     | David Minerva  | DVD       | Ingénieur territorial |

| Période                                  | Période       | Identité       | Étiquette    | Qualité                                                                 |
| ---------------------------------------- | ------------- | -------------- | ------------ | ----------------------------------------------------------------------- |
| 1945                                     | 1965          | Paul Couronne  | Rad.         | Médecin, Résistant, Conseiller général du canton de Laissac (1945-1961) |
| 1965                                     | 1983          | Fernand Causse |              | Receveur particulier des Finances Chevalier de la Légion d'honneur      |
| 1983                                     | 2008          | Yves Boyer     | RPR puis UMP | Pharmacien et Conseiller général du canton de Laissac (1992-2011)       |
| mars 2008                                | décembre 2015 | Claudes Salles | DVD          | Retraité                                                                |
| Les données manquantes sont à compléter. |               |                |              |                                                                         |

## Population et société

### Démographie
L'évolution du nombre d'habitants est connue à travers les recensements de la population effectués dans la commune depuis 1793. À partir du 1er janvier 2009, les populations légales des communes sont publiées annuellement dans le cadre d'un recensement qui repose désormais sur une collecte d'information annuelle, concernant successivement tous les territoires communaux au cours d'une période de cinq ans. 
Pour les communes de moins de 10 000 habitants, une enquête de recensement portant sur toute la population est réalisée tous les cinq ans, les populations légales des années intermédiaires étant quant à elles estimées par interpolation ou extrapolation. Pour la commune, le premier recensement exhaustif entrant dans le cadre du nouveau dispositif a été réalisé en 2007,.
En 2013, la commune comptait 1 644 habitants, en évolution de +5,66 % par rapport à 2008 (Aveyron : +0,58 %, France hors Mayotte : +2,49 %).
| 1793  | 1800  | 1806  | 1821  | 1831  | 1836  | 1841  | 1846  | 1851  |
| ----- | ----- | ----- | ----- | ----- | ----- | ----- | ----- | ----- |
| 1 020 | 1 083 | 2 623 | 2 328 | 1 702 | 1 314 | 1 282 | 1 338 | 1 260 |

| 1856  | 1861  | 1866  | 1872  | 1876  | 1881  | 1886  | 1891  | 1896  |
| ----- | ----- | ----- | ----- | ----- | ----- | ----- | ----- | ----- |
| 1 205 | 1 187 | 1 400 | 1 422 | 1 414 | 1 454 | 1 371 | 1 335 | 1 313 |

| 1901  | 1906  | 1911  | 1921  | 1926  | 1931  | 1936  | 1946  | 1954  |
| ----- | ----- | ----- | ----- | ----- | ----- | ----- | ----- | ----- |
| 1 267 | 1 315 | 1 325 | 1 262 | 1 248 | 1 231 | 1 343 | 1 282 | 1 168 |

| 1962  | 1968  | 1975  | 1982  | 1990  | 1999  | 2007  | 2012  | 2013  |
| ----- | ----- | ----- | ----- | ----- | ----- | ----- | ----- | ----- |
| 1 293 | 1 275 | 1 364 | 1 476 | 1 395 | 1 467 | 1 531 | 1 629 | 1 644 |

### Sports
Chaque année, au mois d'avril, le village organise le Roc Laissagais, une des plus grandes courses de VTT du Sud-Ouest de la France[réf. nécessaire]. Cette épreuve se déroule en partie dans la forêt des Palanges.
Le 26 juin 2016, Laissac accueille le Championnat du monde de VTT marathon. 37 nations de tous les continents tentent de décrocher la médaille d'or.
Le 16 juillet 2017, le départ d'une étape du Tour de France 2017 a été donné dans la capitale des Palanges.

## Culture locale et patrimoine

### Lieux et monuments

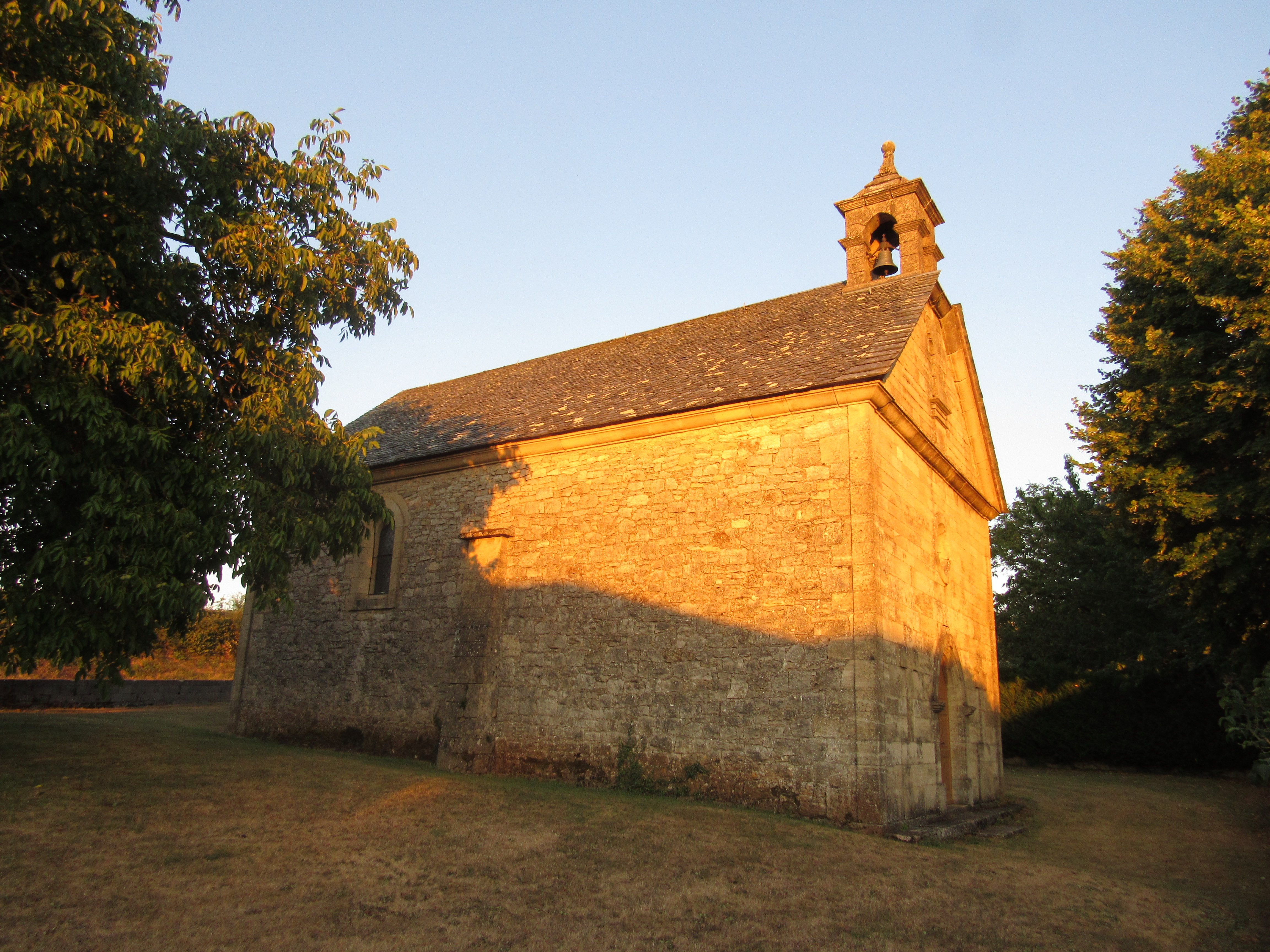
Chapelle Notre-Dame-de-Pitié

Plusieurs monuments peuvent être observés à Laissac, notamment :
- La tour Rességuier (XVIe siècle)
- L'église Saint-Félix(XIXe siècle), avec des vitraux, une peinture murale de Paul Baillaud daté de 1990, et un chemin de croix en métal.
- La Capelette ou chapelle Notre-Dame-de-Pitié érigée en 1860 lors de la rénovation de l'église du village
- La Gaillolière
- Maquefabes, un ancien moulin datant de 1305 transformé en château en 1656
- Le marché aux bestiaux (inauguré en octobre 1977 par Fernand Causse, ancien maire de Laissac), second marché aux bestiaux de France avec près de 105 000 têtes de bétail vendues en 2010 (ovins et bovins). Les négociations ont lieu tous les mardis
- La croix de Boucays
- L'oppidum de Montmerlhe, occupé par les Rutènes entre le milieu du IIe siècle av. J.-C. et le milieu du Ier siècle av. J.-C. Il a été abandonné lors de l'invasion de la Gaule par Jules César entre 58 et 50 av. J.-C.
- La grotte du Clos-del-Pous, découverte le 3 septembre 1981. Elle s'étend sur 3 156 m.

### Personnalités liées à la commune
- Sabrina Viguier, footballeuse internationale française. Elle a effectué son parcours junior au sein de l'US Laissac-Bertholène.

### Héraldique
| Blason de la commune de Laissac | Les armes de la commune de Laissac se blasonnent ainsi : Parti : au 1er de gueules au léopard lionné d'or, au 2e aussi de gueules à la croix cléchée, vidée et pommetée de douze pièces d'or, le tout sommé d'un chef d'argent chargé de quatre pals de gueules. |